# Machiavellisme (psychologie)
Machiavellisme is een persoonlijkheidstrek die zich kenmerkt door de bereidheid om manipulatie en misleiding te gebruiken om het geïsoleerd eigenbelang te dienen en gaat gepaard met een cynisch wereldbeeld. Een machiavellist ontbeert empathie en is onverschillig voor moraliteit, en degenen die hoog scoren op Machiavellisme hebben lage niveaus van schuldgevoel en berouw. Met narcisme en psychopathie behoort het tot de duistere drie. Psychologen Richard Christie en Florence L. Geis noemden het construct naar Niccolò Machiavelli, omdat ze ingekorte en bewerkte uitspraken, geïnspireerd door zijn werken, gebruikten om variaties in menselijk gedrag te bestuderen.
Christie en Geis ontwikkelden een test om de mate van machiavellisme van iemand te meten, de Mach-IV-test. Een score hoger dan zestig uit honderd is hoog genoemd en daaronder laag. Er werd destijds gezocht naar een verband tussen een hoge score in de Mach-IV-test en psychische stoornissen als een narcistische persoonlijkheidsstoornis en psychopathie.

## Persoonlijkheid
In de big five heeft machiavellisme weinig correlatie met een van de dimensies, al is dit er enigszins met lage consciëntieusheid en laag altruïsme. Er is wel een overlap met het psychoticisme van Hans Eysenck dat bestaat uit consciëntieusheid en altruïsme. Met de andere twee van de duistere drie is er ook enige overlap. Er is daarnaast een negatieve correlatie met de soms als zesde dimensie genoemde honesty-humility.
In het interpersoonlijk circumplex ligt machiavellisme volgens enkele onderzoeken linksboven bij arrogant-calculating, terwijl ander onderzoek het linksonder richting hostile-submissive zoekt.
Het begrip self-monitoring van Mark Snyder overlapt enigszins met machiavellisme, al stelt Snyder zelf dat er geen overlap is. Bij self-monitoring ontbreekt het cynische wereldbeeld en de amoraliteit.
Tegen de verwachting in leken machs een externe locus of control te hebben, het idee dat anderen zijn leven bepalen. Door binnen vermeende beheersing (perceived control) echter onderscheid te maken tussen persoonlijke, interpersoonlijke en sociopolitieke aspecten, lijkt het dat machiavellisten door hun cynische wereldbeeld bij dat laatste aspect vooral de bekwaamheid van anderen om over hun eigen leven te beschikken in twijfel te trekken. Daarentegen vinden machs zichzelf juist goed in staat om interpersoonlijke relaties te manipuleren.
Ook met autoritarisme werd een correlatie verwacht, maar ook hier lijkt maar weinig verband aanwezig. Wel is er een correlatie met conservatisme met traditionele opvattingen over gezin en vrouwenarbeid.
In een studie uitgevoerd door de psychologen Hans Eysenck, zijn vrouw Sybil en John Allsopp, merken zij op dat zij "bijna geen relatie" hebben gevonden tussen Machiavellianisme en neuroticisme, in tegenstelling tot de relaties die zij vonden tussen Machiavellianisme en extraversie-psychoticisme respectievelijk. 

### Motivatie
Machiavellisten of machs hebben bovengemiddeld vaak geld, macht en competitie als motivatie en relatief weinig aandacht voor gemeenschapszin, zelfliefde en familiebeslommeringen.

### Intelligentie
Door de succesvolle beoefening van manipulatieve technieken werd gedacht dat machs een bovengemiddelde intelligentie zouden hebben. Hier is echter geen sprake van correlatie. Ook van een meer ontwikkelde theory of mind en mind-reading blijkt vooralsnog geen sprake. Bij emotionele intelligentie blijkt er een negatieve correlatie te zijn, vooral voor empathie en emotieherkenning. Vooral een goede impulsbeheersing lijkt een voorwaarde te zijn.

### Beoordeling door anderen
Uit onderzoek komt geen eenduidig beeld van hoe anderen machiavellisten beoordelen. Op jonge leeftijd zouden ze goed aangepast zijn en goed binnen de groep vallen en op latere leeftijd nog wel als leider gezien worden. Over het algemeen wordt het gedrag door volwassenen echter afgewezen. Afhankelijk van de rol kan dat echter variëren. Ze worden niet gezien als vertrouweling, goede vriend of zakenpartner, maar soms wel als goede discussiepartner. In onderzoek naar presidenten werden diegenen met meer machiavellistische trekken gezien als gedrevener, charismatisch en effectief.

## Carrière
Machiavellisten gedijen beter in losse organisaties met weinig structuur, waar zij veel beslissingsmacht hebben en weinig regels en toezicht. In striktere organisaties waar de ruimte voor improvisatie en het buigen van regels beperkt is, functioneren zij slechter dan lage machs. In hoeverre zij succesvol zijn, hangt ook af van de beoordelingsmaatstaf. Zo verkopen machs vaak beter, maar hebben minder instemming van hun meerderen.
Werktevredenheid ligt gemiddeld lager, waarbij zij zich ondergewaardeerd en tegengewerkt kunnen voelen. In enkele onderzoeken lijken vrouwelijke machs wel tevreden over promotie.

## Tactieken
Overtuigingskracht en ingratiatie zijn met misleiding tactieken die machiavellisten gebruiken, aangevuld met vriendelijkheid en emotionele tactieken als schuldinductie. Zelfonthulling wordt mogelijk vooral door vrouwen als tactiek gebruikt.
Machiavellisten maken daarnaast gebruik van meerdere vormen van impressiemanagement. Zelfpromotie en het niet vertellen en tonen van tekortkomingen zijn onderdeel van de zelfpresentatie. Naast deze positieve manipulatie worden hulpeloosheid veinzen of juist intimideren als negatieve manipulatie gebruikt.
In hun cynische wereldbeeld zien machiavellisten anderen veelal als valsspelers, maar accepteren dit ook meer.

## Moraal
Machiavellisten hebben een pragmatische benadering tot moraal. De lagere ethische normen laten het toe om het van de omstandigheden af te laten hangen of zij zich onethisch gedragen, bijvoorbeeld bij lage kans om betrapt te worden of op vergelding en hoge kans op beloning.
In hun morele ontkoppeling hechten hoge machs bij hun rechtvaardiging meer aan competitieve waarden, terwijl lage machs daarbij meer hechten aan morele waarden.

## Gedrag
In onderzoek geven machiavellisten zelf aan dat zij regelmatig oneerlijk handelen. Dit is eerder strategisch, terwijl lage machs vooral oneerlijk handelen als de gelegenheid zich voordoet.
Het potentieel tot wraak nemen wordt geheel voorspeld door de overlap met psychopathie. Daarentegen komt verraad niet voort uit een stoornis, maar uit het afwezig zijn van de mogelijkheid dat dit vergolden gaat worden.
Machiavellisten kunnen hun emoties goed beheersen en zijn dan ook niet uitgesproken agressief, al is er een kleine correlatie. Als kind zijn ze vaker zowel dader als slachtoffer van pesten.

## Evolutionaire oorsprong
Hoewel altruïsme evolutionair voordeel geeft binnen groepen die samenwerken, geldt dat ook voor egoïsme, zoals in het evolutionaire begrip van the selfish gene. Zo kunnen individuen met een machiavellistische intelligentie of sociale intelligentie voordeel behalen om voedsel, onderdak en seks te bemachtigen. Dat niet iedereen machiavellist is, hangt samen met de kracht van de sociale relaties van altruïstischer mensen en dat er bij veel machiavellisten een marginale opbrengst zou optreden, waarbij iedereen elkaar zou bedriegen.
Machiavellisten hebben een dubbele strategie. In onstabiele situaties waar de kans klein is dat een eerste interactie gevolgd wordt door meerdere, zullen ze eerder terugvallen op misleidende tactieken. In stabiele relaties waar lange termijn belangrijk is, zullen ze meer samenwerken, maar dan niet vanuit deugdzame motivatie.
In dit patroon zou ook een meer promiscue gedrag passen, maar dit lijkt beperkt tot de attitude en niet daadwerkelijk gedrag. Daarbij is echter een verschil tussen mannen en vrouwen. De van oudsher grotere rol van vrouwen bij de opvoeding maakte dat zij meer belang hebben bij de lange termijn, terwijl vooral jonge mannen een kortetermijnstrategie kunnen hebben. Mannelijke machiavellisten kunnen dan met manipulatie een voordeel hebben bij kortstondige affaires. Ook binnen romantische relaties gebruiken zij dan ook manipulatieve en misleidende tactieken. Dat geldt ook voor vrouwen, maar dan op de langere termijn.

## Ontwikkelingsoorsprong
Naast een genetische component zoals ook narcisme en psychopathie hebben, speelt ook een gedeelde omgeving-component een belangrijke rol. Socialisatie, het voorbeeld van ouders en harde familieomstandigheden kunnen een rol bij spelen bij de ontwikkeling van machiavellisme. Naarmate jongens ouder worden, gaat hun machiavellistisch gedrag op dat van hun ouders lijken. Dochters waar de vader in het gezin ontbreekt, vertonen ook meer machiavellisme, maar niet richting gezinsleden. Bij kinderen kan machiavellisme aanvankelijk worden aangezien als prosociaal gedrag en als zodanig gewaardeerd worden.